# Hrosková
Hrosková (891 m) – szczyt w Wielkiej Fatrze na Słowacji. Wznosi się w północno-zachodnim grzbiecie Borišova pomiędzy szczytami Chlm (728 m) i Hradište (1043 m). Grzbiet ten oddziela Necpalską dolinę od Belianskiej doliny. Na mapie „Tatraplanu" szczyt Hrosková opisany jest jako szczyt Hradište z wysokością 891 m. W kierunku północnym, do Belianskej doliny opada z niego grzbiet oddzielający dwie dolinki: Hrostovą i Sebeňovą. Stoki południowe opadają do Lubovnej doliny będącej boczną odnogą Necpalskiej doliny.
Hrosková zbudowana jest ze skał wapiennych. Jest porośnięta lasem. Znajduje się na obszarze Parku Narodowego Wielka Fatra i nie prowadzi przez niego żaden szlak turystyczny.